# Bessenbandzweefvlieg

## Bessenbandzweefvlieg
Syrphus ribesii, in het Nederlands de bessenbandzweefvlieg, is een algemene zweefvlieg uit de familie Syrphidae (zweefvliegen). De soort is wijdverspreid in het Palearctisch gebied, van Europa tot Centraal-Azië, en komt veel voor in tuinen, parken en bossen. Syrphus ribesii is een belangrijke natuurlijke vijand van bladluizen en speelt een rol als bestuiver.

### Uiterlijk
De bessenbandzweefvlieg is een middelgrote soort die gemiddeld 10 tot 12 millimeter lang wordt. Het achterlijf is zwart met drie brede, felgele dwarsbanden die scherp afsteken tegen de zwarte achtergrond. Het borststuk heeft een dof koperkleurige glans en is aan de zijkanten behaard.
De poten zijn grotendeels geel met zwarte delen. Bij vrouwtjes zijn de achterdijen (femora) volledig geel, terwijl ze bij mannetjes gedeeltelijk donker gekleurd zijn. Het geslacht is ook te onderscheiden aan de stand van de ogen: bij mannetjes raken de grote, ronde ogen elkaar op de kruin, terwijl ze bij vrouwtjes verder uit elkaar staan.
De vleugels zijn helder en glanzend zonder donkere vlekken of bandering. Een opvallend kenmerk is de vena spuria, een valse aderlijn in de vleugels die dient als versteviging. In vlucht vallen bessenbandzweefvliegen op door hun vermogen om stil in de lucht te blijven hangen, waarbij ze hun vleugels razendsnel bewegen.
De bessenbandzweefvlieg lijkt sterk op andere soorten binnen het geslacht Syrphus, zoals de gewone bandzweefvlieg (Syrphus vitripennis) en de kleine bandzweefvlieg (Syrphus torvus). Een belangrijk onderscheidend kenmerk van Syrphus ribesii is de combinatie van de brede gele achterlijfsbanden en het dof koperkleurige borststuk. Ook de volledig gele achterdijen bij het vrouwtje zijn een belangrijk herkenningspunt. Andere Syrphus-soorten vertonen vaak vleugelvlekken of hebben donkere vlekken op de achterdijen.
Voor een definitieve soortbepaling is soms microscopisch onderzoek nodig naar kleine details aan de antennes en genitaliën.

### Levenscyclus en gedrag
De bessenbandzweefvlieg vliegt van maart tot in oktober. Bij gunstige omstandigheden komen er meerdere generaties per jaar voor. Volwassen exemplaren voeden zich met nectar en stuifmeel van diverse bloemen, waarmee ze bijdragen aan de bestuiving.
De larven ontwikkelen zich in kolonies van bladluizen, waar ze zich voeden met tot wel 1000 bladluizen per larve gedurende hun ontwikkeling.
Mannetjes vertonen vaak zwermgedrag onder boomkronen, waarbij ze territoriaal rondvliegen en een zacht zoemend geluid produceren.

### Ecologisch nut
De larven van Syrphus ribesii vervullen een belangrijke functie in de biologische bestrijding van bladluizen, zowel in natuurlijke ecosystemen als in tuinen en stedelijke groengebieden. De volwassen vliegen dragen bij aan de bestuiving van bloemen. Hierdoor wordt de soort als nuttig beschouwd voor ecologische tuinen en duurzame landbouw.

### Habitat
De bessenbandzweefvlieg komt voor in een breed scala aan leefgebieden, waaronder bossen, bloemrijke graslanden, tuinen, parken en stedelijke gebieden. De soort is goed aangepast aan verschillende omgevingen waar bladluizen aanwezig zijn.